# Espada de Bulnes

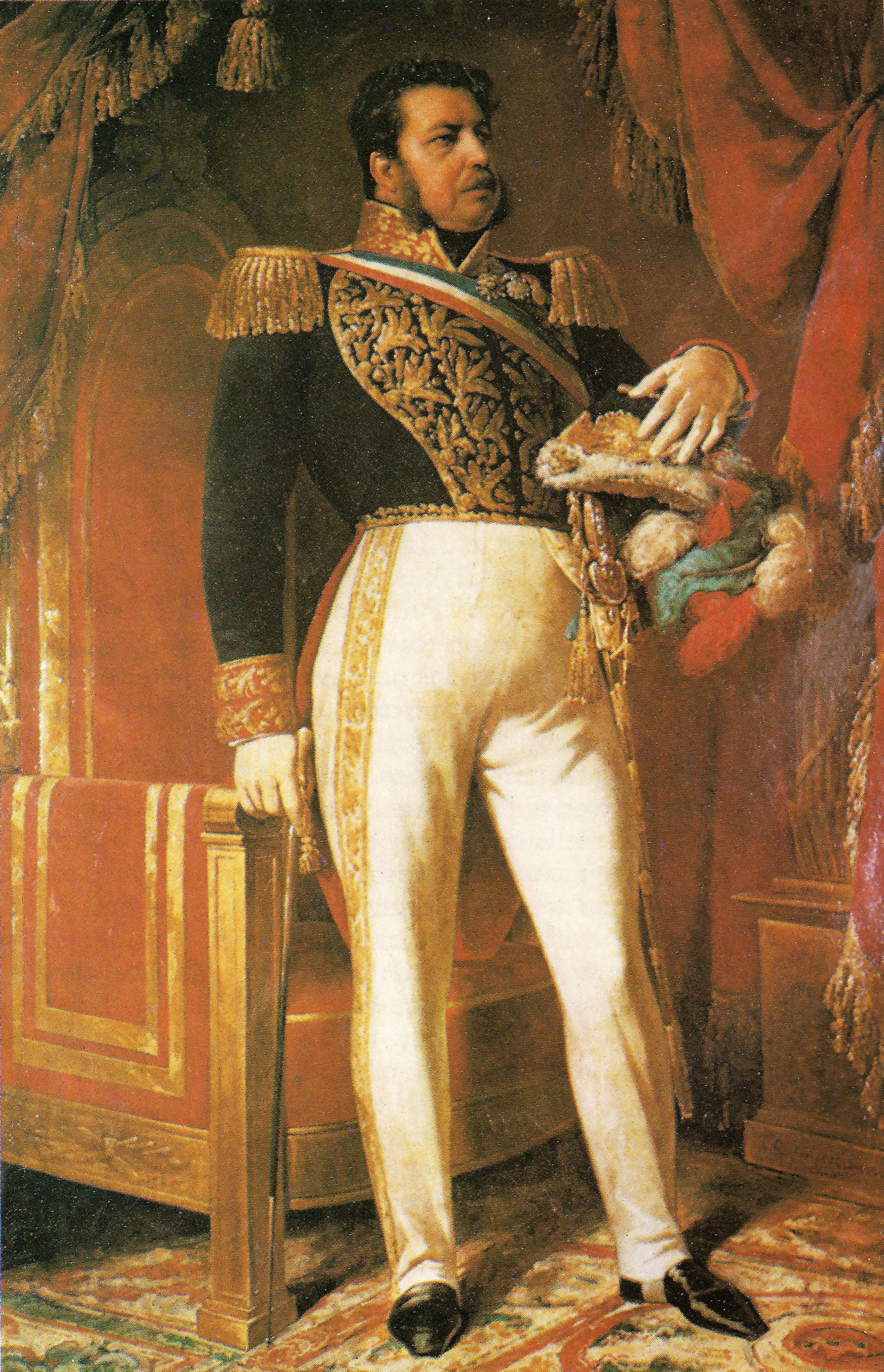
Retrato del presidente Manuel Bulnes.

La espada de Bulnes es una espada de 96 cm de longitud y 997 gr de peso, obsequiada en 1839 al presidente chileno Manuel Bulnes como recompensa por sus triunfos militares, y sustraída en 2016 de un museo de dicho país. 

## Descripción
El pomo de la espada muestra la figura de un león, que simboliza las virtudes del valor, la fiereza en combate y la sabiduría. El animal es representado en pleno acto de morder a una serpiente, a modo de alegoría del triunfo del bien sobre el mal —en alusión al triunfo de Chile sobre la Confederación Perú-Boliviana—. En la empuñadura se encuentran grabadas las iniciales «M. B.», que se corresponden con las iniciales del expresidente, así como el escudo de Chile, decorado con incrustaciones de diamantes, junto con la leyenda «El Gobierno de Chile al Vencedor de Yungay».

## Historia
La espada fue forjada en Francia por encargo del Gobierno de Chile, el cual se la entregó el 1 de marzo de 1839 al expresidente Bulnes «como símbolo de honor y valentía por su triunfal campaña contra la Confederación Perú-Boliviana».
En 1970, el nieto de Manuel Bulnes, Alfonso Bulnes Castro, decidió donar la espada al Museo Histórico Nacional. El artefacto permaneció en el citado museo hasta el 3 de agosto de 2016, fecha en la que fue sustraído por dos individuos; el robo se produjo en torno a las 15:00.
Los expertos consideran a este objeto una pieza de valor incalculable, debido a su antigüedad y relevancia histórica. No obstante, el oro y las piedras preciosas que ornamentan la espada podrían situar el valor de mercado de la misma en torno a US$ un millón.
Respecto a la sustracción del artefacto, el viernes 12 de agosto fue detenido Héctor Benito Zapata Contreras, quien confesó su participación en el hurto. A raíz de esta confesión, Zapata pasó a disposición judicial al día siguiente, por el delito de «apropiación de monumentos nacionales». El 15 de marzo de 2017, el Séptimo Juzgado de Garantía condenó a Zapata a cuatro años de libertad vigilada intensiva. Finalmente, el 25 de mayo de 2017, la Corte de Apelaciones de Santiago  revocó el beneficio de libertad vigilada, confirmando con declaración la pena, aumentándola a cuatro años de presidio efectivo.
Tiempo después, el 21 de marzo de 2017, fue detenido y procesado Juan Pedro Tapia Cárdenas, el segundo individuo involucrado en el hurto, por el delito de «hurto de patrimonio nacional». Tapia habría sido el autor material del robo.
Tras esta segunda detención, la espada no fue hallada en el inmueble del imputado. Posteriormente, para el 25 de julio de 2017, según lo informado por el coronel Juan Carlos Rodríguez de Carabineros de Chile, el objeto aún no había sido encontrado, y se pensaba que «alguna de sus piezas valiosas había sido reducida». Asimismo, no se descartaba que la espada «hubiese sido fundida y vendida por partes en el mercado negro».